# Приорат (городское управление)
Приора́т — орган городского управления некоторых средневековых городских коммун Средней Италии (Флоренции, Ареццо и других), в которых власть находилась в руках пополанов. Назывался также синьорией.
Во Флоренции приорат выполнял функции правительства и избирался из представителей цехов — приоров (от 3 до 21), с 1293 г. его возглавлял гонфалоньер справедливости. Во Флоренции приорат иногда именовался термином Синьория. Утратил значение в XV в. с установлением тирании Медичи.